# 陪臚
陪臚（ばいろ）は、雅楽の唐楽の曲名の一つで、林邑楽（林邑八楽）の一つである。
平調で、曲名は古代インドの神話で仏教に帰依し善政をしいたバイロチカーナ王の物語に由来するという。『楽家録』によれば、唐招提寺で4月8日の陪臚会に奏するという。
管絃と舞楽があり、管絃では早只四拍子、舞楽では夜多羅八拍子の中曲である。舞楽の場合、舞人4人により舞われる。唐楽の場合は舞は左方を原則とするところながら、この楽は唐楽だが舞楽として奏するときの舞は右方である。番舞としては太平楽とセットで用いられる。